# 日本家系図学会
日本家系図学会（にほんかけいずがっかい）は、1975年に創設された、系図学・系譜学の研究団体。事務局は、東京都町田市、芳文館内。

## 概要
本会は、姓氏・家系・苗字・家紋及び地名・遺跡に関する学術的調査研究を広く総合的に行うことを目的とする。
毎年11月頃に総会を開催。

## 沿革
- 1975年(昭和50年)　発足。賀陽邦壽（元賀陽宮邦壽王）名誉会長、江藤彦武会長。学会誌『家系図ニュース』を発行。
- 1979年(昭和54年)　閉会。
- 1980年(昭和55年)　再発足。丹波基二会長。
- 2006年(平成18年)　武田光弘会長。
- 2005年(平成17年)　扶桑支部設置。
- 2009年(平成21年)　体制一新。宝賀寿男会長、副会長本郷和人、岸芳男（兼事務局長）。

## 学会誌
- 1号～15号『家系図ニュース』
- 16号～61号『姓氏と家紋』近藤出版社
- 62号～88号『旅とルーツ』芳文館
- 89号～現在『姓氏と家系』日本家系図学会事務局